# Еммеєс (Пенсільванія)
Еммеєс (англ. Emmaus) — місто (англ. borough) в США, в окрузі Лігай штату Пенсільванія. Населення — 11 652 особи (2020).

## Географія
Еммеєс розташований за координатами 40°32′7″ пн. ш. 75°29′52″ зх. д. / 40.53528° пн. ш. 75.49778° зх. д. (40.535188, -75.497883).  За даними Бюро перепису населення США в 2010 році місто мало площу 7,51 км², з яких 7,50 км² — суходіл та 0,01 км² — водойми.

## Демографія
Згідно з переписом 2010 року, у селищі мешкало 11 211 осіб у 4931 домогосподарстві у складі 3017 родин. Густота населення становила 1493 особи/км².  Було 5192 помешкання (692/км²).
Расовий склад населення:
| - 93,4 % — білих - 1,6 % — чорних або афроамериканців - 1,5 % — азіатів - 0,2 % — корінних американців - 1,7 % — осіб інших рас |

До двох чи більше рас належало 1,7 %. Частка іспаномовних становила 4,7 % від усіх жителів.
За віковим діапазоном населення розподілялося таким чином: 21,0 % — особи молодші 18 років, 62,5 % — особи у віці 18—64 років, 16,5 % — особи у віці 65 років та старші. Медіана віку мешканця становила 40,3 року. На 100 осіб жіночої статі у селищі припадало 92,0 чоловіків;  на 100 жінок у віці від 18 років та старших — 88,6 чоловіків також старших 18 років.
Середній дохід на одне домашнє господарство  становив 64 942 долари США (медіана — 54 029), а середній дохід на одну сім'ю — 79 160 доларів (медіана — 70 008). Медіана доходів становила 50 086 доларів для чоловіків та 41 589 доларів для жінок. За межею бідності перебувало 8,2 % осіб, у тому числі 10,5 % дітей у віці до 18 років та 5,1 % осіб у віці 65 років та старших.
Цивільне працевлаштоване населення становило 6086 осіб. Основні галузі зайнятості: освіта, охорона здоров'я та соціальна допомога — 25,2 %, виробництво — 20,5 %, роздрібна торгівля — 11,6 %, мистецтво, розваги та відпочинок — 7,4 %.